# Hayanami
L'Hayanami (早波? lett. "Onde in successione") è stato un cacciatorpediniere della Marina imperiale giapponese, nona unità della classe Yugumo. Fu varato nel dicembre 1942 dal cantiere navale di Maizuru.
Appartenente alla 32ª Divisione, fu inviato a Truk nell'autunno 1943 e da allora operò sempre come scorta ravvicinata o a grandi unità da battaglia, oppure nelle monotone ma pericolose missioni di difesa del traffico navale tra le varie basi nipponiche nel Pacifico centrale; fu spesso aggregato agli shermi difensivi di gruppi di petroliere, che facevano la spola dal Borneo alle isole Palau a Truk. Seguì gli spostamenti della flotta alle isole Lingga e mantenne i compiti di vigilanza e scorta sino al 7 giugno 1944, giorno nel quale fu silurato da un sommergibile statunitense nelle vicinanze di Tawi Tawi: sventrato dagli scoppi, affondò rapidamente con quasi tutto l'equipaggio.

## Servizio operativo

### Costruzione
Il cacciatorpediniere Hayanami fu ordinato nell'anno fiscale edito dal governo giapponese nel 1942. La sua chiglia fu impostata nel cantiere navale dell'arsenale di Maizuru il 15 gennaio 1942 e il varo avvenne il 19 dicembre dello stesso anno; fu completato il 31 luglio 1943 e il comando fu affidato al capitano di fregata Itsurō Shimizu.

### 1943
L'Hayanami fu immediatamente assegnato all'11ª Squadriglia cacciatorpediniere, dipendente dalla 1ª Flotta e demandata all'addestramento delle nuove unità in tempo di guerra. Il 20 agosto formò con i gemelli Fujinami e Suzunami la 32ª Divisione, attivata appositamente dall'11ª Squadriglia: l'Hayanami fu scelto come nave ammiraglia e pertanto imbarcò il comandante capitano di vascello Giichirō Nakahara. Dopo un altro mese di esercitazioni congiunte, il 30 settembre la divisione fu trasferita alla 2ª Squadriglia della 2ª Flotta. L'Hayanami guidò i gregari a Saeki, dove li attendeva l'incrociatore leggero Tatsuta per scortare le corazzate Yamashiro e Ise alla base dell'atollo di Truk; il viaggio si svolse tra il 15 e il 20 ottobre senza incidenti. Il Tatsuta caricò un certo numero di truppe e la 32ª Divisione al completo gli rimase al fianco nell'andata e ritorno dall'atollo di Ponape, dove i rinforzi furono fatti scendere. La missione fu ripetuta dai soli Hayanami e Suzunami tra il 26 e il 28 che, riunitisi al Fujinami, salparono da Truk il 3 novembre con il grosso degli incrociatori pesanti della 2ª Flotta, inviati alla piazzaforte di Rabaul per sostenere l'8ª Flotta nell'appena iniziata campagna di Bougainville. La squadra arrivò il 5 a destinazione solo per essere colpita da un'inaspettata incursione aerea; il giorno successivo lo Hayanami e il Fujinami fecero parte delle forze di copertura a un controsbarco molto localizzato sull'isola, quindi furono affiancati ai danneggiati incrociatori Maya e Noshiro per accompagnarli a Truk. Durante il viaggio, che si concluse il 15, assisterono brevemente con altre navi anche l'incrociatore leggero Agano avariato da un siluro. Il 24 novembre, in risposta al massiccio attacco statunitense alle isole Gilbert, la menomata 32ª Divisione (il Suzunami era infatti stato distrutto l'11) partì urgentemente da Truk con parte della 2ª Flotta; tuttavia la sortita avvenne troppo tardi e, dopo alcune tappe alle isole Marshall, il 5 dicembre la squadra già rientrava alla base. Sei giorni dopo l'Hayanami in solitaria si unì alla scorta di un convoglio diretto alle isole Palau: nuovi ordini lo riassegnarono a questo arcipelago, dal quale espletò compiti di difesa del traffico navale e di pattugliamento. Il 28 dicembre si portò in alto mare per rafforzare la scorta di convogli di petroliere sulle rotte Truk-Soerabaja e Balikpapan-Truk, passanti per l'arcipelago.

### 1944 e l'affondamento
L'8 gennaio 1944 l'Hayanami, che si trovava a Balikpapan dopo aver accompagnato una petroliera danneggiata a Truk il 3, salpò con il cacciatorpediniere Shimakaze con tre petroliere alla volta dell'atollo. Il viaggio fu funestato dall'attacco di un sommergibile che colò a picco due delle tre navi cisterna; il gruppo arrivò a destinazione il 17, dopo una tappa alle Palau. Il giorno dopo l'Hayanami salpò con le portaerei Zuiho e Unyo, dirette verso Yokosuka: la Unyo fu però danneggiata da un battello statunitense e l'Hayanami dovette scortarla fino a Saipan, quindi rimontò la Zuiho e le due navi arrivarono al porto nipponico il 23. L'Hayanami ripartì il 15 febbraio a fianco dell'incrociatore pesante Takao, con il quale si fermò alle Palau il 20 e dove riprese il servizio di difesa al traffico marittimo. A inizio marzo, infatti, seguì un trasporto truppe a Saipan dove, il 10, prese in carico una grossa petroliera che fece rotta per Balikpapan, raggiunta il 25 marzo dopo tappe alle Palau e a Tarakan: riempite le cisterne, la petroliera tornò alle Palau per fermarsi a Davao e infine alle isole Lingga il 14 aprile – nuova base protetta per la Flotta Combinata. Qui, il giorno successivo, l'Hayanami accolse a bordo il nuovo comandante della divisione, il capitano di vascello Tsuneo Orita. Rimase probabilmente nella zona impegnato in compiti di pattugliamento. Tra il 12 e il 15 maggio scortò parte della flotta fino a Tawi Tawi, ancoraggio avanzato a est del Borneo; nelle settimane successive continuò a operare nella zona. Il 7 giugno, nelle acque a sud dell'isola, s'imbatté nel sommergibile USS Harder che portò a termine un riuscito attacco allo Hayanami: il cacciatorpediniere saltò in aria 35 miglia a est del Borneo (4°43′N 120°03′E) e 208 uomini rimasero uccisi sul colpo; i capitani Shimizu e Orita non sopravvissero e quarantacinque naufraghi furono recuperati, alcune ore dopo il disastro, dall'Urakaze. Il giorno dell'affondamento è confermato da altre fonti ma una riporta il 5 giugno.
Il 10 agosto 1944 l'Hayanami fu depennato dai ruoli della Marina imperiale.